# Diecezja Tarahumara
Diecezja Tarahumara (łac. Dioecesis Tarahumarensis) – diecezja Kościoła rzymskokatolickiego w Meksyku, należąca do archidiecezji Chihuahua.

## Historia
6 maja 1950 roku papież Pius XII powołał misję sui iuris Tarahumara. Dotychczas wierni z tym terenów należeli do archidiecezji Chihuahua.
23 czerwca 1958 papież Pius XII konstytucją apostolską Si qua inter zastąpił misję wikariatem apostolskim.
20 grudnia 1993 decyzją papieża Jana Pawła II wyrażoną w konstytucji apostolskiej Cum esset podniósł wikariat do rangi diecezji. 

## Ordynariusze

### Wikariusze apostolscy Tarahumara
- Salvador Martínez Aguirre SJ (1958–1973)
- José Alberto Llaguno Farias SJ (1975–1992)

### Biskupi Tarahumara
- José Luis Dibildox Martínez (1993–2003)
- Rafael Sandoval Sandoval MNM (2005–2015)
- Juan Manuel González Sandoval MNM (od 2017)